# Dorothée Gizenga
Dorothée Gizenga, née le 29 septembre 1961 à Stanleyville et morte le 18 février 2022 à Kinshasa,,, est une personnalité politique congolaise, présidente de CAPUU (Comité d'action pour un PALU unique et uni).

## Biographie
Dorothée Gizenga est la fille ainée d'Antoine Gizenga (fondateur et représentant historique du Parti lumumbiste unifié, PALU en sigle). Elle est la sœur de Lugi Gizenga.
Elle est détentrice d’une maîtrise en chimie de l’université de la Saskatchewan à Saskatoon et d’un diplôme en gemmologie, obtenu à l’institut américain de gemmologie. Elle a également un diplôme en sciences économiques de l’université York à Toronto.

### Installation effective au pays
Après trente-sept années passées au Canada où Dorothée Gizenga réalise une grande partie de son parcours, elle se décide enfin s’installer dans son pays d'origine (RDC) en 2019. 
Dès son retour, elle accompagne le secrétaire général du parti dans la gestion des activités, au moment même où le parti subit une crise de leadership et se trouve sous la menace d’une scission. Elle est tout d’abord chargée par Lugi Gizenga de conduire une équipe chargée de l’organisation d’un congrès d’unification du parti.
Continuant dans la même démarche, en septembre 2020, elle met en place «CAPUU» (Comité d'Action pour un PALU Unique et Uni) pour continuer le combat d’unification.

### Postes occupés au sein du parti
Avant d’être à la tête du CAPUU et de convoquer le congrès  du PALU après le décès en juin 2020 de son secrétaire permanent Lugi Gizenga, Dorothée a assumé pendant plusieurs années, pour le compte de son parti, des fonctions telles que représentante du PALU au Canada et coordonnatrice adjointe pour les relations extérieures.

### De CAAPU à Palu/Gizenga
Après un échec de plusieurs tentatives de réconciliation initiées pour restaurer les parties en différend au sein du parti, en l'occurrence le groupe MAYOBO et MAKIASHI, en aout 2021 Dorothée se décide enfin de mettre en place un parti politique proprement dit au nom de PALU/GIZENGA gardant les racines du PALU, où elle sera elle-même à sa tête en tant que présidente nationale, avec un nouveau cabinet et comité de gestion,.
En octobre, après la sortie officielle du parti, elle intègre celui-ci au regroupement politique "Les progressistes" dirigé par l’ancien premier ministre : Samy BADIBANGA, décidant enfin d’évoluer politiquement ensemble,. 

### Carrière professionnelle
Dorothée Gizenga est cofondatrice et executive director de la Diamond Development Initiative (Initiative diamant et développement), DDI en sigle, œuvrant dans la transformation du secteur de l’exploitation minière artisanale en une source de développement durable. Créée depuis 2006, l’Initiative devient opérationnelle en 2008. Avant de diriger la DDI, elle a travaillé chez Partenariat Afrique-Canada, une organisation canadienne réalisant des enquêtes ainsi que des activités de plaidoyer et de dialogue politique portant sur des questions liées au conflit, à la gouvernance des ressources naturelles et aux droits de la personne en Afrique. Elle a notamment été chargée du processus de Kimberley.

### Famille
Dorothée Gizenga est mère de quatre enfants.

## Décès
Dorothée Gizenga décède le 18 février 2022 à la clinique Ngaliema à Kinshasa, des suites d'une courte maladie,,,.